# Harpactea
Harpactea je rod pavouků z čeledi šestiočkovití (Dysderidae), do kterého je řazeno přes 170 druhů. Český rodový název je šestiočka.

## Popis
Stejně jako ostatní příslušníci čeledi má rod Harpactea pouze šest očí. Typový druh šestiočka štíhlá (Harpactea hombergi) dosahuje velikosti asi 6 mm a obě pohlaví jsou si vzájemně velmi podobná.
Areál rodu sahá od Evropy a severní Afriky po Blízký Východ, většina druhů se však vyskytuje endemicky v malých oblastech ve Středomoří.
Jedná se o predátory, kteří nestaví sítě. Žijí často v suchých lesích a křovinách, přes den se ukrývají pod kameny nebo pod kůrou a v noci vyráží na lov. Na rozdíl od příbuzného rodu Dysdera se obvykle neživí stínkami, ale loví hmyz, druh šestiočka ryšavá (Harpactea rubicunda) loví i pavouky, např. skálovky rodu Drassodes.
U druhu šestiočka sadistická (Harpactea sadistica) byla pozorována tzv. traumatická inseminace. Jedná se o způsob kopulace, kdy samec orgánem podobným injekční stříkačce vstříkne sperma přes kutikulu přímo do tělní dutiny samice. Tento jev byl již popsán u jiných bezobratlých (například ploštic), ale v rámci celého podkmene klepítkatci (Chelicerata) je šestiočka sadistická s tímto způsobem rozmnožování unikátem.